# کلیسای جامع لوند
کلیسای جامع لوند (سوئدی: Lunds domkyrka) یک کلیسای جامع لوتران در شهر لوند واقع در استان اسکونه سوئد است. این کلیسا جایگاه اسقف لوند و کلیسای اصلی دیوایس لوند است. این کلیسای جامع به عنوان کلیسای کاتولیک ساخته شده‌است و به سنت لارنس اختصاص یافته‌است. این بنا یکی از قدیمی‌ترین بناهای سنگی است که هنوز در سوئد مورد استفاده قرار می‌گیرد.
این کلیسا که در سال ۱۰۸۰ میلادی با معماری رمانسک افتتاح شده دارای دو برج به ارتفاع ۵۵ متر می‌باشد.
این کلیسای جامع قرون وسطی شامل چندین اثر تاریخی و هنری است. محراب اصلی آن در سال ۱۳۹۸ به کلیسای جامع اهدا شد و همچنین شامل غرفه‌های کر گوتیک، برنزها و یک ساعت نجومی از قرن ۱۵ (اگرچه در سال ۱۹۲۳ بسیار مرمت شده‌است). بعد از ساخت، کلیسای جامع لوند با مجسمه‌های سنگی رومانسک تزئین شد. همچنین حاوی مجسمه‌های سنگی اواخر قرون وسطی از زمان نوسازی آدام ون دورن است. پس از اصلاحات، کلیسای جامع نیز به یک منبر تزئین شده مجهز شده بود. کلیسای جامع لوند شش ارگ دارد که یکی از آنها بزرگترین در سوئد است و از آن به عنوان محل کنسرت نیز استفاده می‌شود.

## آتش سوزی و تعمیرات
نقشه و چیدمان ساختمان تقدیس شده در سال ۱۱۴۵ شبیه به نمونه ای بود که امروزه مشاهده می‌شود. یک تفاوت قابل توجه در این بود که کل گروه کر با دیواری از شبستان جدا شده و برای روحانیت محفوظ است. برج‌ها نیز تا چند دهه بعد ساخته نشده بودند. احتمالاً قصد این بود که طاقی برای کلیسا ساخته شود، اما در عوض یک سقف چوبی صاف نصب شد. کلیسای جامع با نقاشی‌های دیواری و احتمالاً با شیشه‌های رنگی تزئین شده بود، اما هیچ‌کدام از آنها باقی نماند. در سال ۱۲۳۴، کلیسای جامع توسط یک آتش‌سوزی شدید آسیب دید. در سالهای بعد، کمک‌های مالی زیادی به کلیسا اهدا شد تا تعمیرات انجام شود. با این وجود، تعمیرات در کل قرن سیزدهم به طول انجامید. در پی آتش‌سوزی، طاق‌های آجری جایگزین سقف سوخته شد. در چیدمان غربی‌ترین قسمت ساختمان نیز تغییراتی ایجاد شد. درگیری بین پادشاه کریستوفر اول دانمارک و اسقف اعظم یاکوب ارلندسن در سال ۱۲۵۷ پیش آمد زیرا گروه کر بزرگ شده بود و کرسی‌های خانواده سلطنتی جابجا شده بودند که این خود گواهی بر قدرت رو به رشد کلیساست. دو برج کلیسا در قرن ۱۴ و ۱۵ به کلیسای جامع اضافه شد. یکی در مجاورت دو خلیج غربی ضلع جنوبی شبستان و دیگری به عنوان یک ضلع غربی گذر جنوبی واقع شده‌است.

## نگارخانه

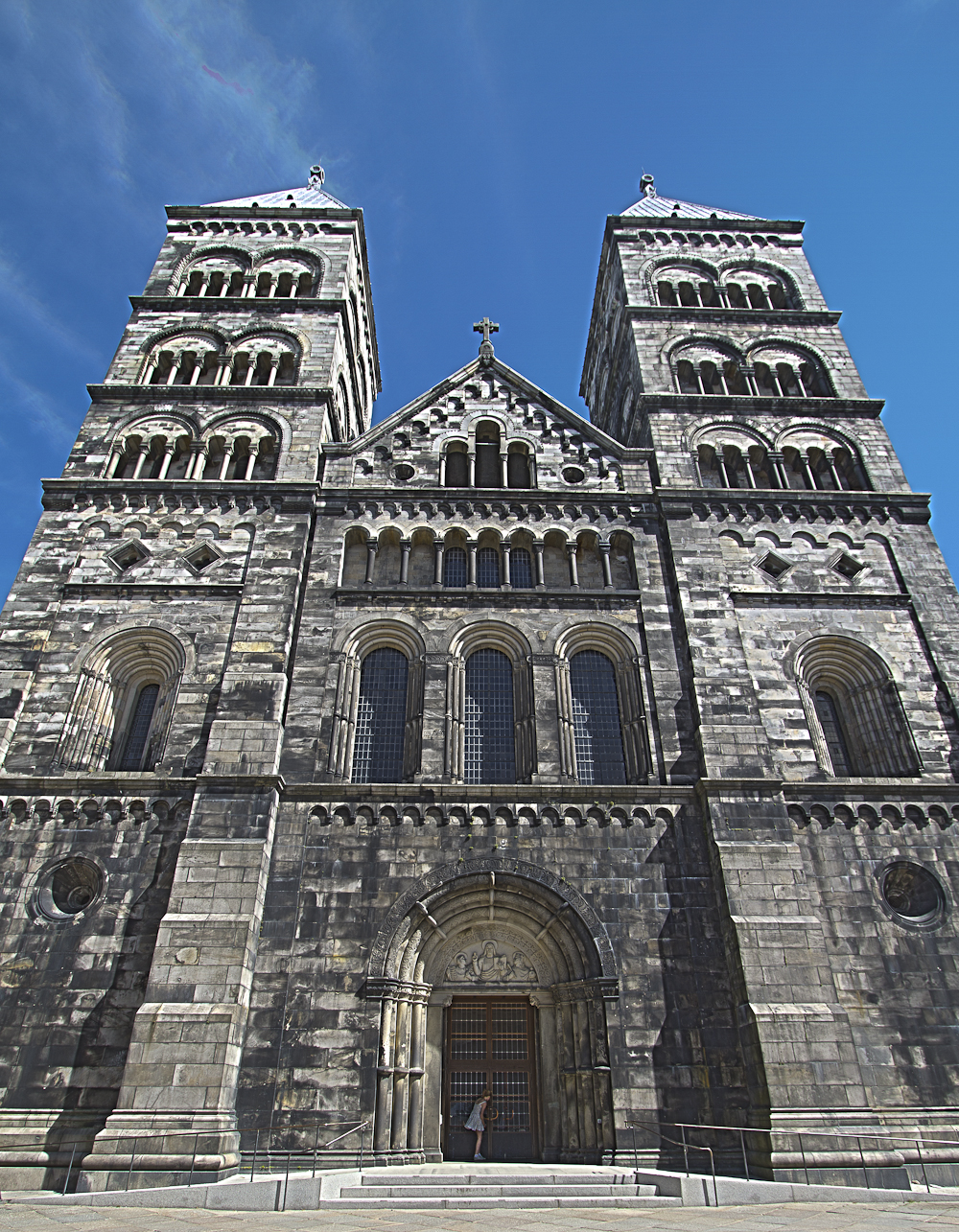
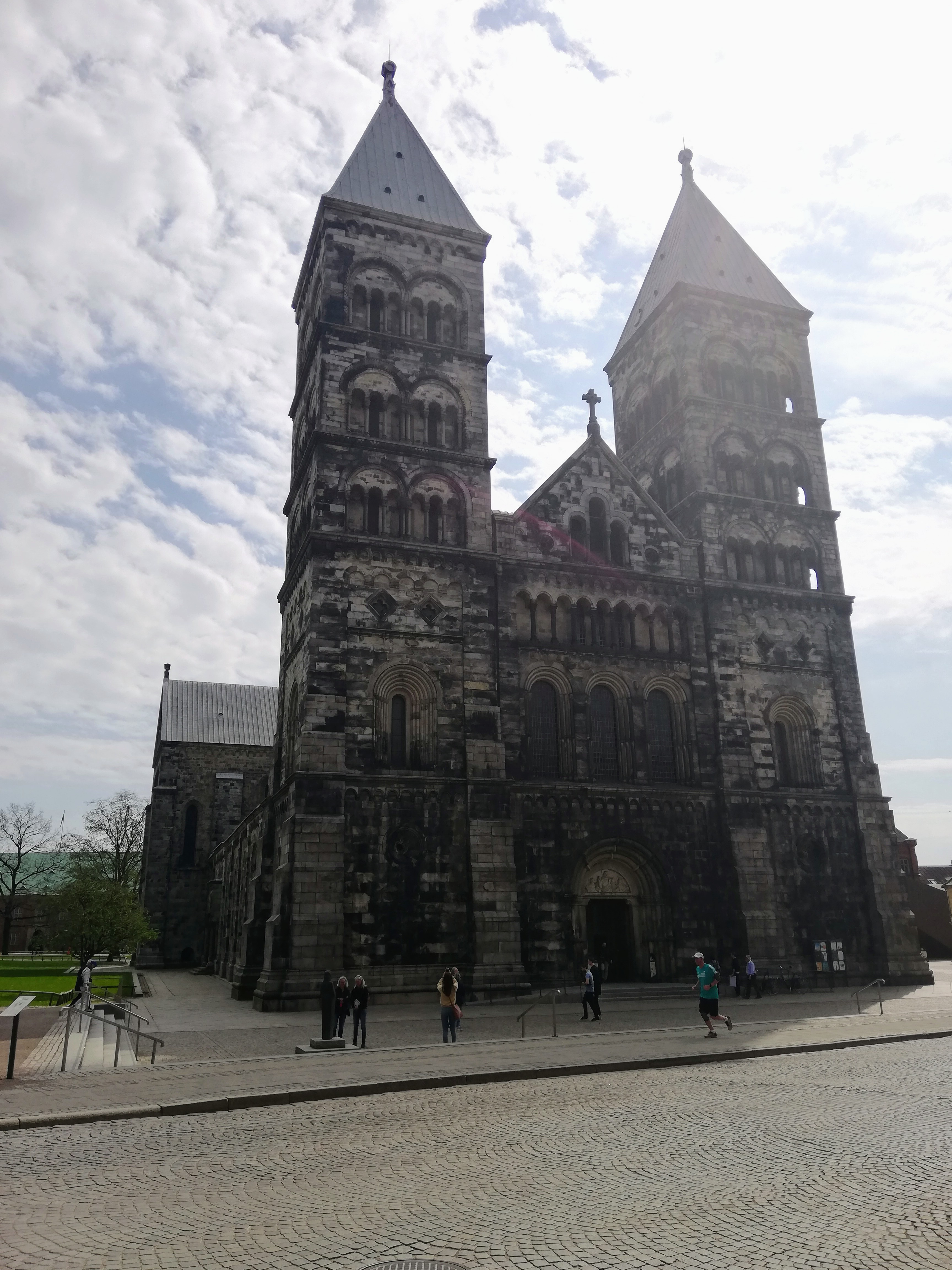
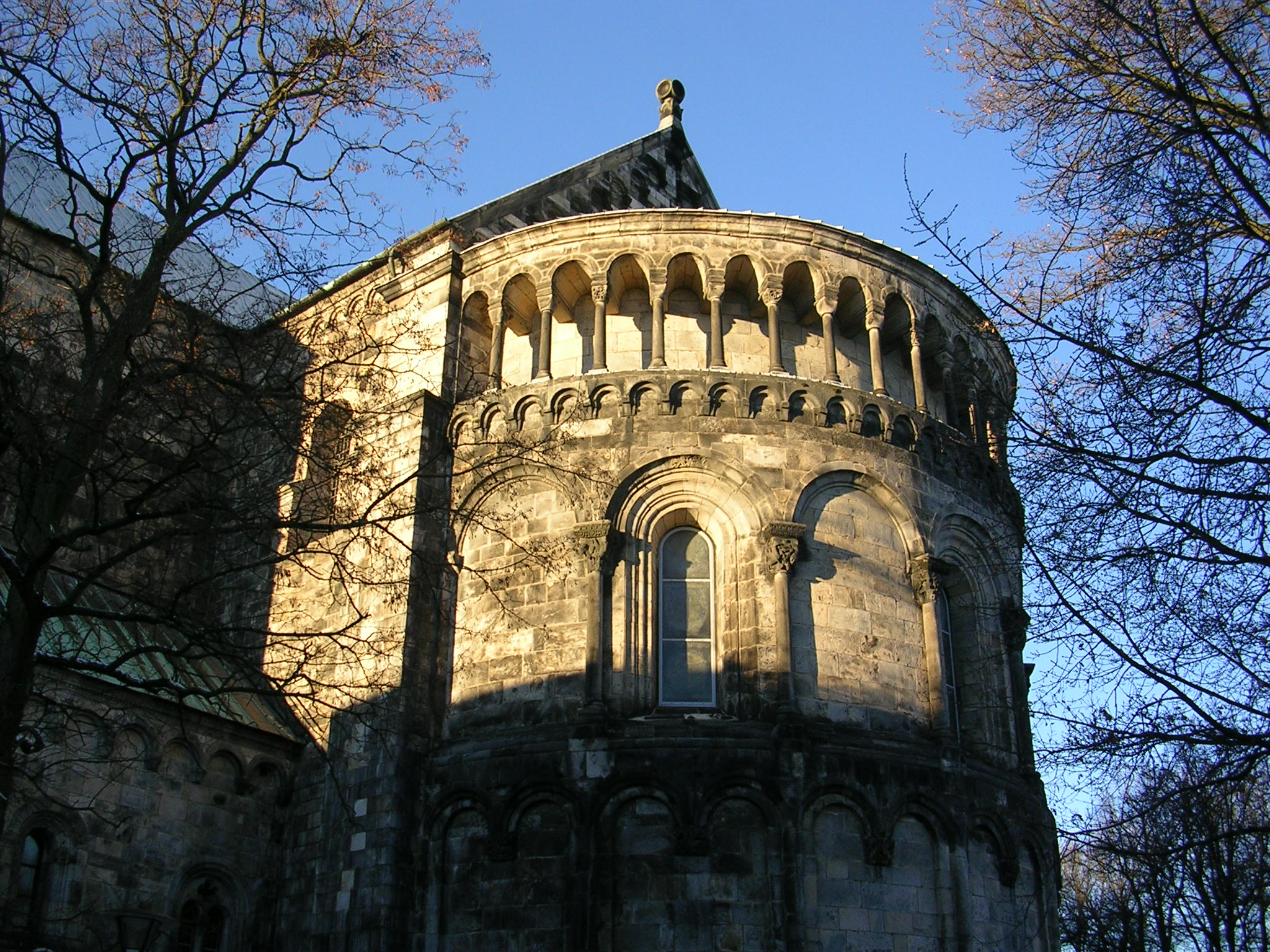
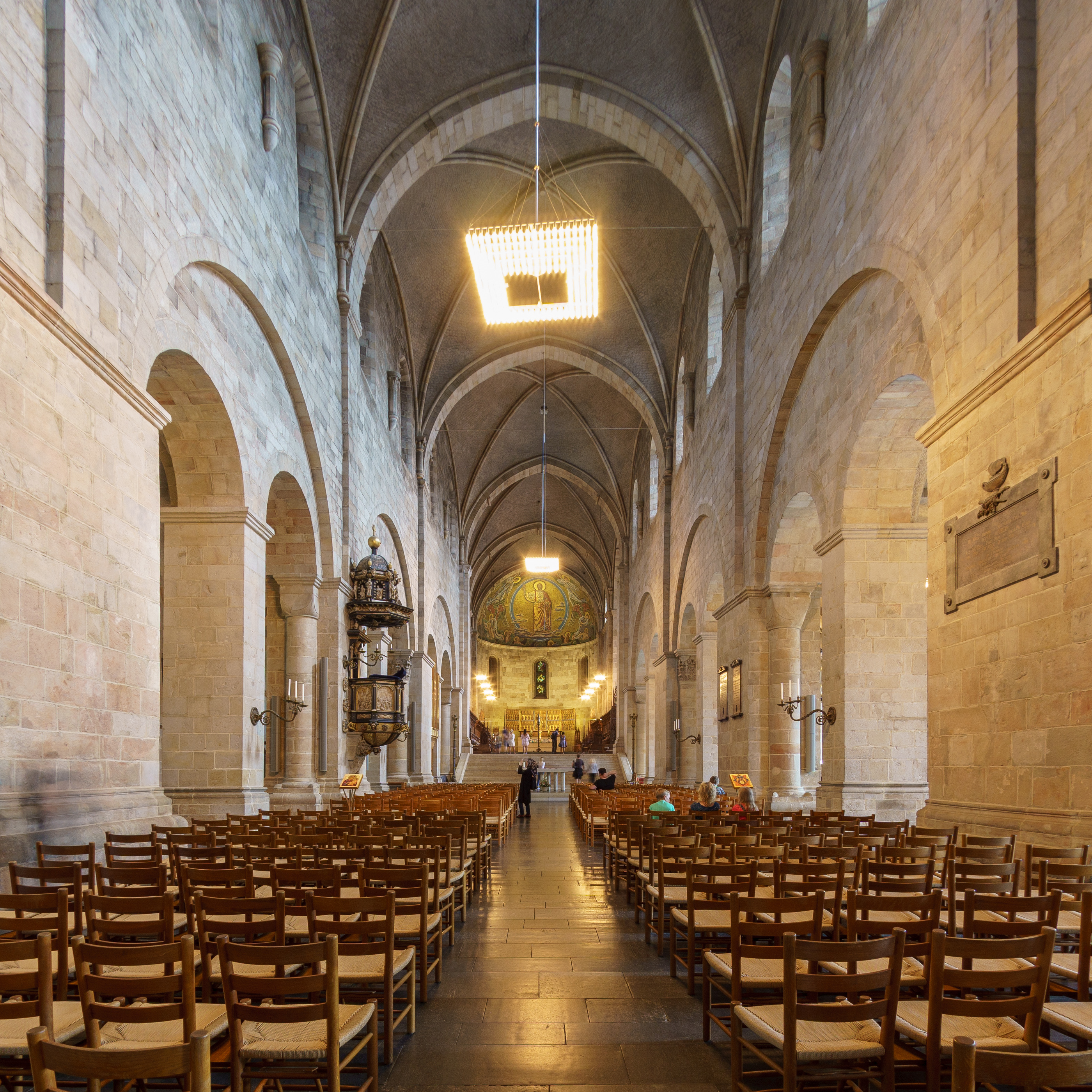
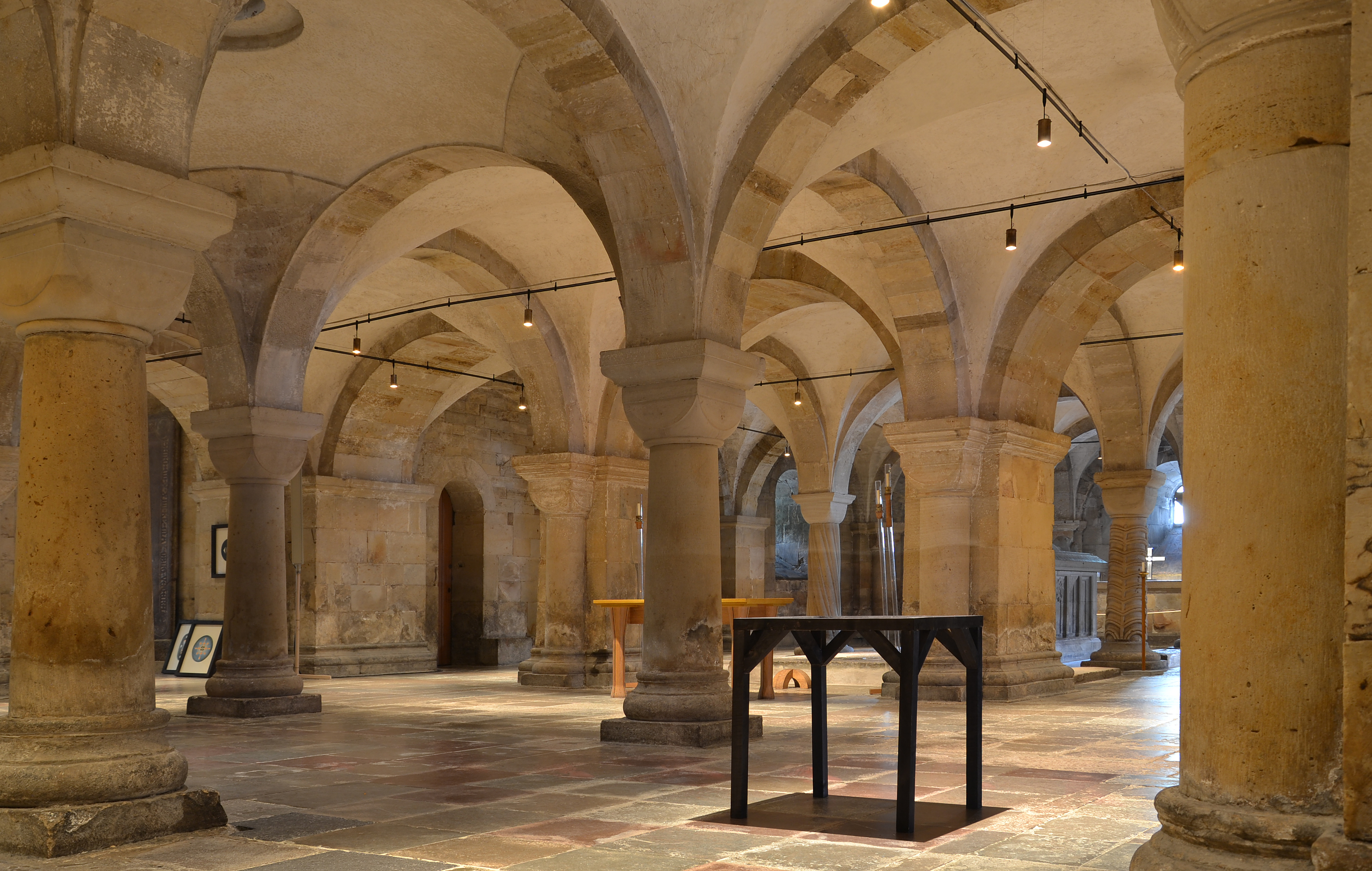
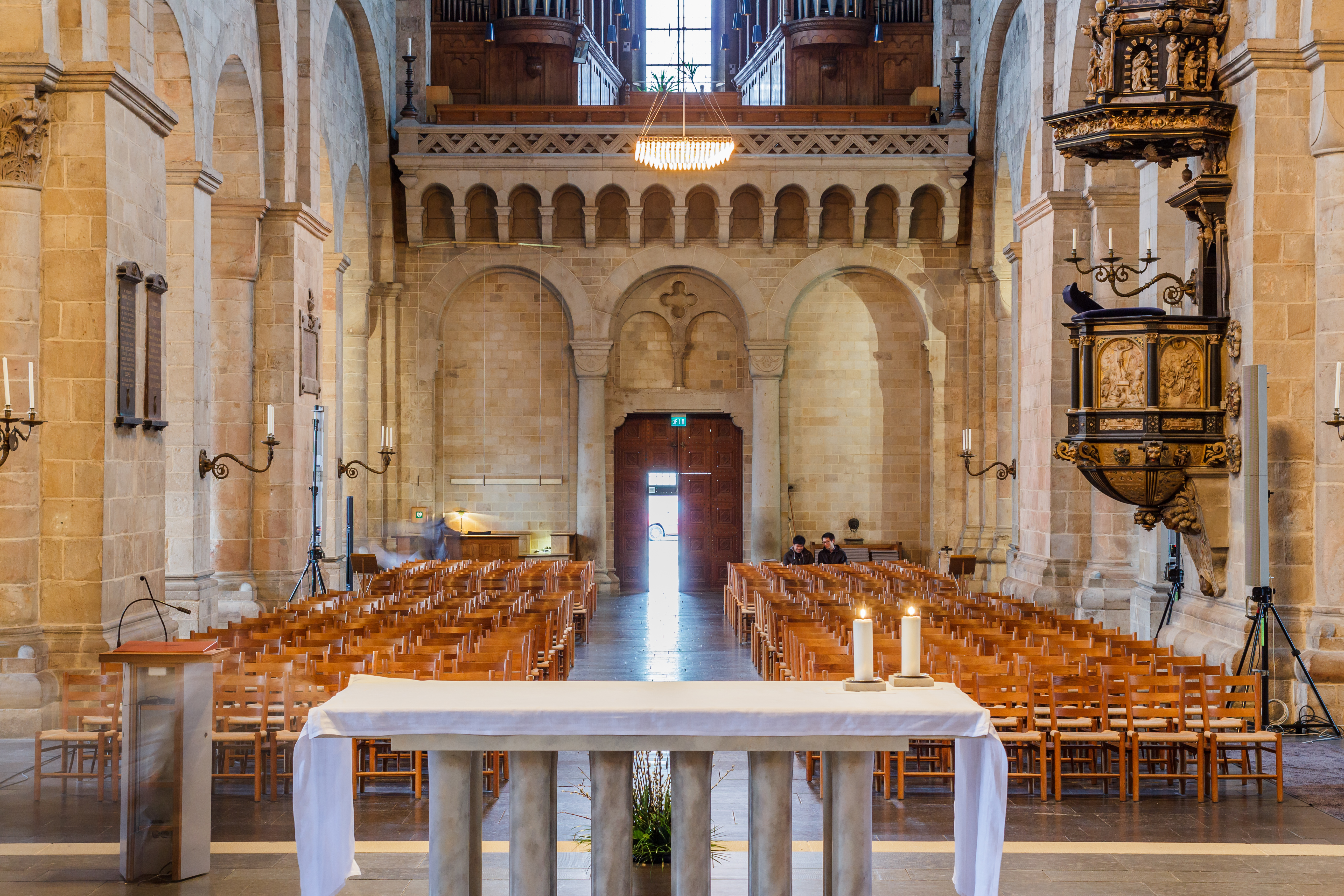
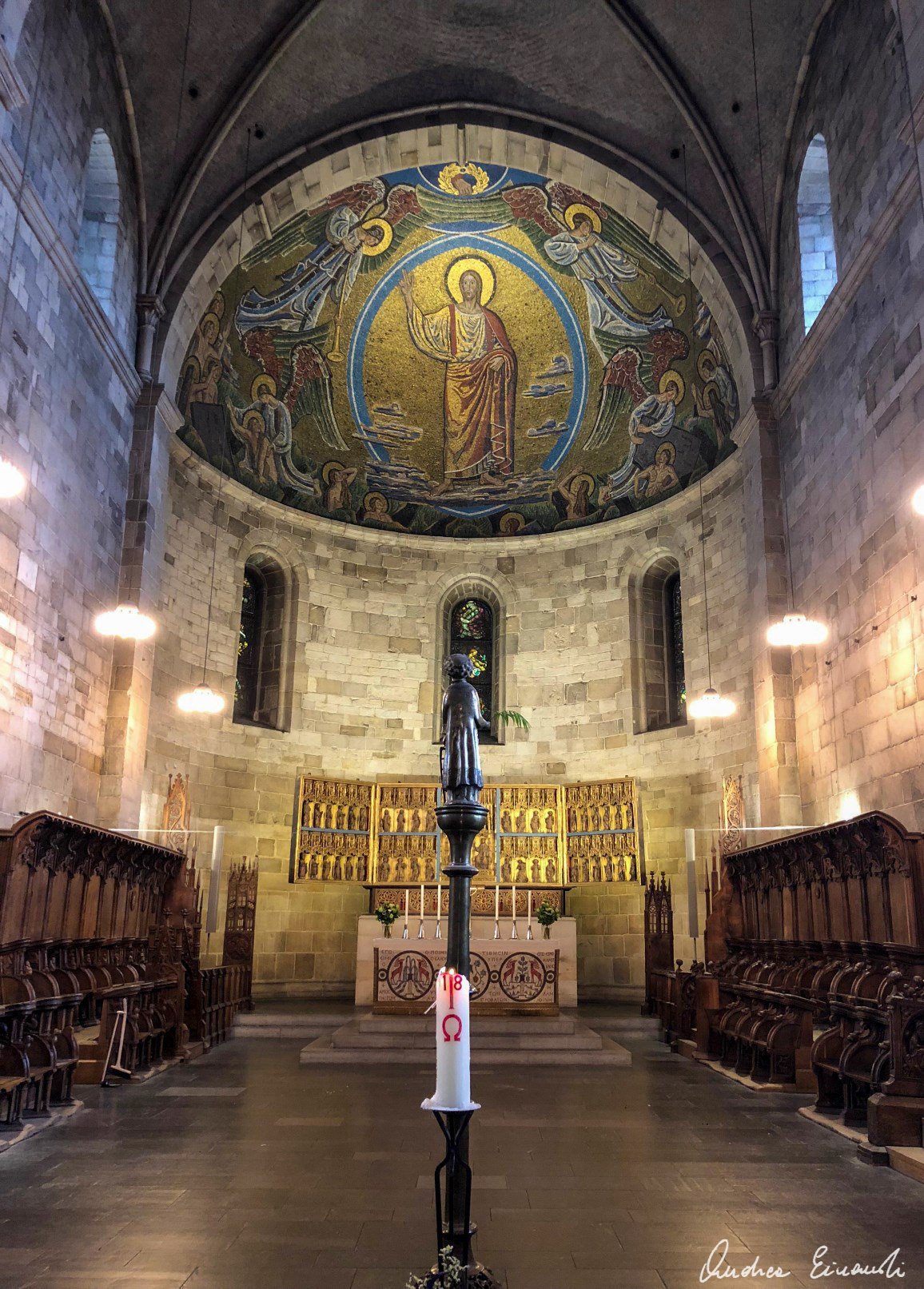
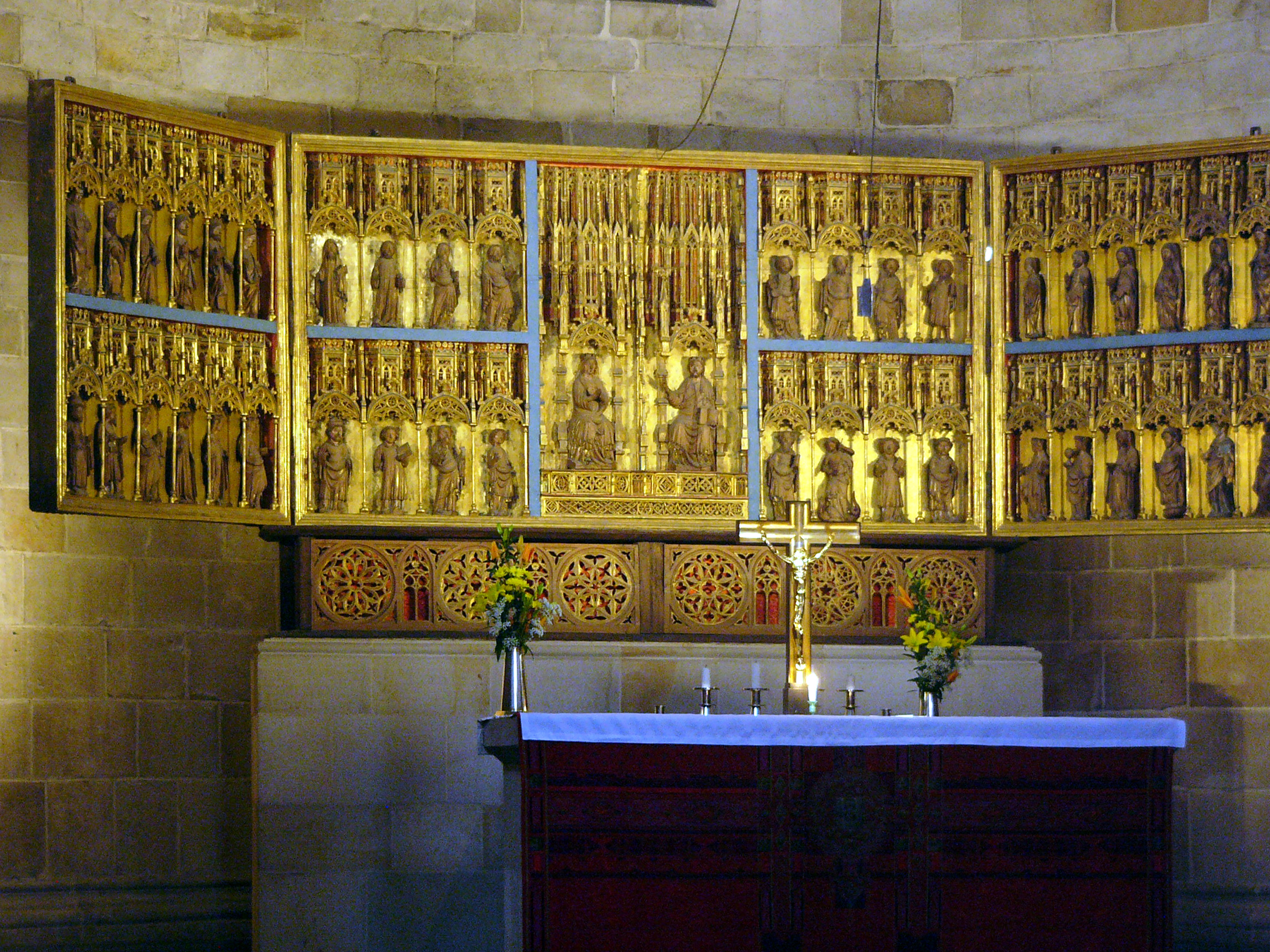
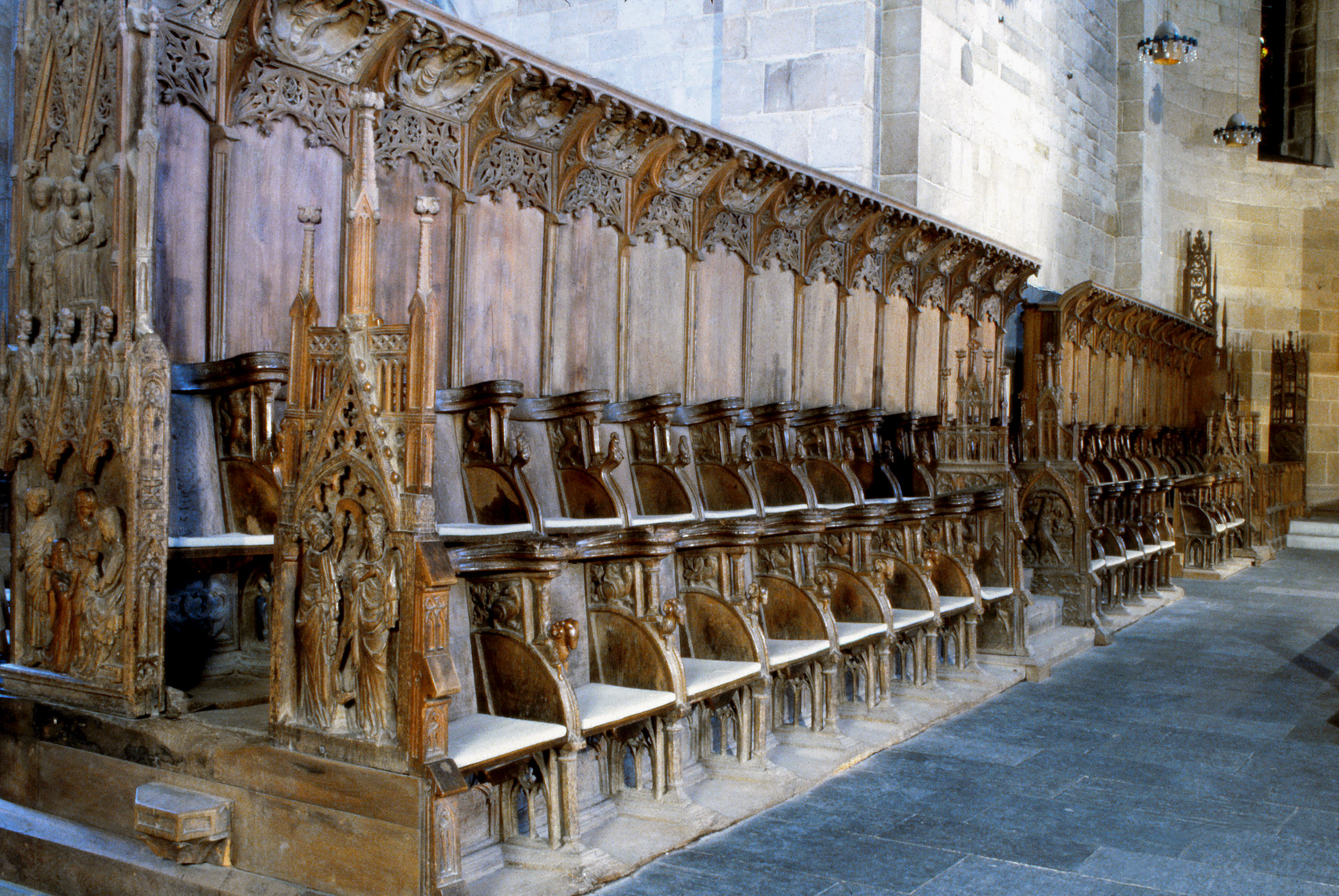